# Dasymys incomtus
Il ratto di palude africano (Dasymys incomtus  Sundevall, 1846) è un roditore della famiglia dei Muridi diffuso nell'Africa centrale, orientale e meridionale.

## Descrizione

### Dimensioni
Roditore di medie dimensioni, con la lunghezza della testa e del corpo tra 137 e 192 mm, la lunghezza della coda tra 119 e 160 mm, la lunghezza del piede tra 31 e 35 mm, la lunghezza delle orecchie tra 15 e 24 mm e un peso fino a 218 g.

### Aspetto
La pelliccia è lunga, soffice e arruffata. Le parti superiori sono nero-grigiastre, la testa è più scura, quasi completamente nera, mentre le parti ventrali sono grigie con la punta dei peli bianco-giallastra. La testa è larga, il muso è relativamente corto e ricoperto di lunghe vibrisse, gli occhi sono piccoli. Le orecchie sono larghe e rotonde, prive di peli esternamente e ricoperte di piccoli peli nella parte interna. Le zampe sono marroni chiare. Gli artigli sono biancastri con la punta nera. La coda è lunga circa quanto la testa ed il corpo, è ricoperta di scaglie ed è uniformemente marrone scura.

## Biologia

### Comportamento
È una specie notturna e semi-acquatica. Costruisce i nidi nelle depressioni lungo le sponde di paludi e corsi d'acqua. Sono spesso associati ai ratti di palude del genere Otomys.

### Alimentazione
Si nutre di steli succulenti di piante semi-acquatiche, parti di canne e talvolta di insetti.

### Riproduzione
Le femmine danno alla luce 2-9 piccoli durante la stagione umida.

## Distribuzione e habitat
Questa specie è diffusa dal Camerun fino al Kenya ad est e il Sudafrica a sud.
Vive nelle foreste, savane, paludi e praterie fino a 1.800 metri di altitudine.

## Tassonomia
Sono state riconosciute 8 sottospecie:
- D.i.incomtus: Province sudafricane del Capo Orientale orientale, KwaZulu-Natal, Mpumalanga, Gauteng, Limpopo; Swaziland, Mozambico sud-occidentale, Zimbabwe meridionale;
- D.i.alleni (Lawrence & Loveridge, 1953): Tanzania centro-meridionale, Repubblica Democratica del Congo centro-orientale;
- D.i.bentleyae (Thomas, 1892): Monte Camerun, nel Camerun occidentale, Gabon orientale, Congo, Repubblica Centrafricana e Sudan del Sud meridionali; Repubblica Democratica del Congo, Etiopia centro-occidentale; Angola nord-orientale e centrale, Zambia, Zimbabwe centrale e settentrionale, Malawi;
- D.i.cabrali (Verheyen, Hulselmans, Dierckx, Colyn, Leirs & Verheyen, 2003): Namibia nord-orientale, Angola sud-orientale, Zambia sud-occidentale, Botswana settentrionale;
- D.i.capensis (Roberts, 1936): Province sudafricane del Capo Occidentale e del Capo Orientale;
- D.i.medius (Thomas, 1906): Uganda, Kenya sud-occidentale, Tanzania settentrionale, Ruanda orientale, Burundi;
- D.i.rwandae (Verheyen, Hulselmans, Dierckx, Colyn, Leirs & Verheyen, 2003): Monti Virunga, nel Ruanda occidentale;
- D.i.sua (Verheyen, Hulselmans, Dierckx, Colyn, Leirs & Verheyen, 2003): Altopiani della regione di Morogoro, nella Tanzania centro-orientale.

## Conservazione
La IUCN Red List, considerato il vasto areale, la popolazione numerosa e la presenza in numerose aree protette, classifica D.incomtus come specie a rischio minimo (Least Concern).